# Carrinho de brinquedo

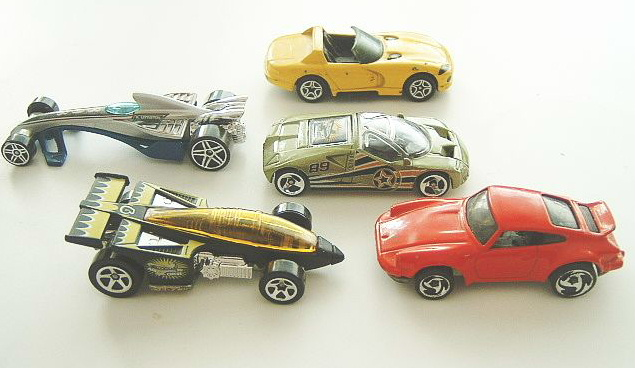
Vários modelos de carrinhos de brinquedo

Carrinho de brinquedo é um tipo de objeto muito apreciado pelas crianças desde tempos antigos. Manufaturados principalmente em madeira, metal e modernamente, plástico, são cópias miniaturizadas, mais ou menos realistas, de veículos reais. São usados como brinquedo ou objeto de coleção.
Existem registros em vasos gregos de miniaturas de carroças de tração animal. Nas pinturas figurativas através dos séculos existem várias representações desse tipo de brinquedo. Mas foi com a introdução do veículo automotor no começo do século XX, que a popularização do brinquedo começou, impulsionado ainda pela fabricação em massa.
De modelos em madeira a realistas reproduções multicoloridas e com grande nível de detalhe, os carrinhos de brinquedo fazem a alegria de crianças de todo o mundo, principalmente meninos. Recentemente, o número de colecionadores de miniaturas vem crescendo, com os carrinhos despertando a paixão tambem de adultos e sendo uma forma nostálgica de relembrar a infância.